# Fakulteta za filozofijo, znanstveno teorijo in religiologijo v Münchnu
Fakulteta za filozofijo, znanstveno teorijo in religiologijo v Münchnu (nemško Fakultät für Philosophie, Wissenschaftstheorie und Religionswissenschaft) je fakulteta, ki deluje v okviru Univerze v Münchnu in je bila ustanovljena leta 1472.
Trenutni dekan je Julian Nida-Rümelin.